# Siemens Modular Metro
Siemens Modular Metro ist eine Plattform für U-Bahn-Triebzüge, die von Siemens Mobility und SGP Verkehrstechnik entwickelt wurde und weltweit verbreitet ist. Das modulare Fahrzeugkonzept wurde im Jahr 2000 im Zuge der Entwicklung des Type V in Wien vorgestellt. Mit diesem Konzept, das Siemens auch kurz MoMo bezeichnet, sind zahlreiche Varianten von Fahrzeugen möglich. 2013 wurde es von der Plattform Inspiro abgelöst.

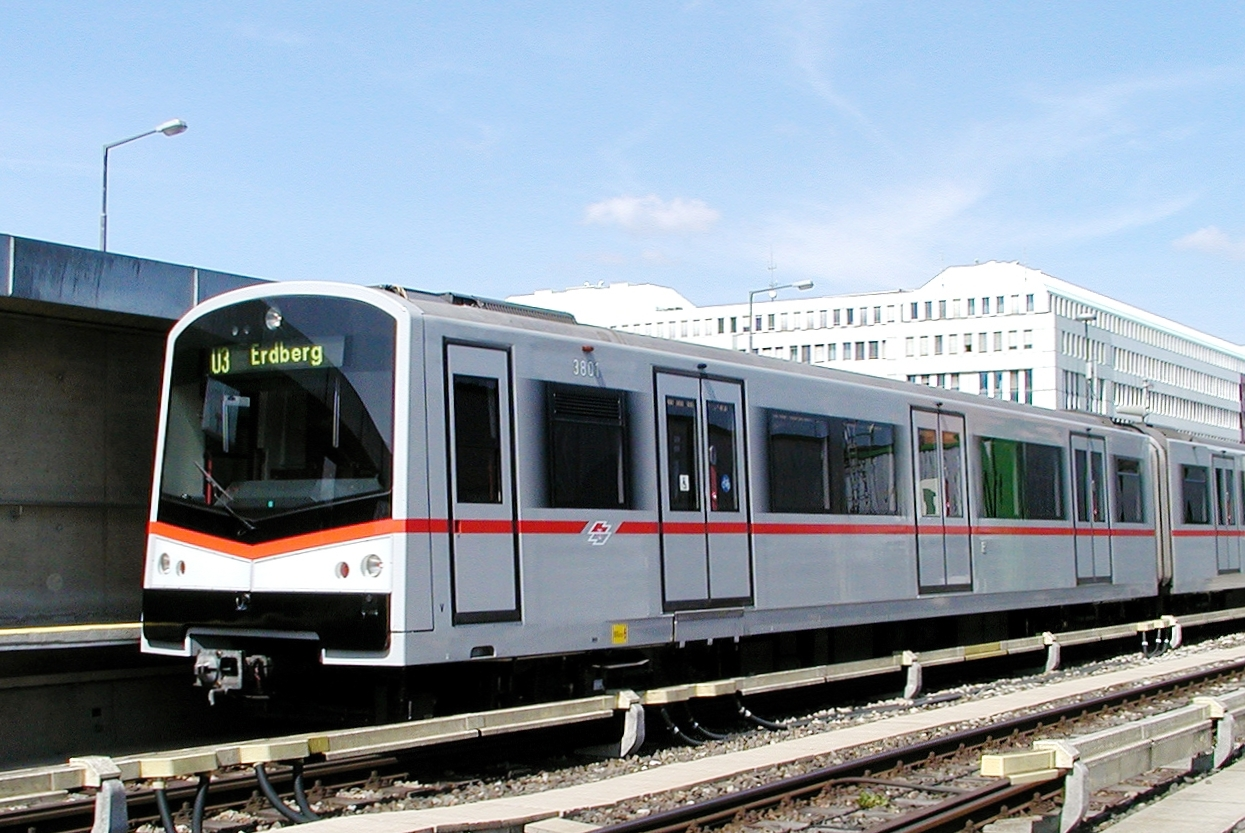
Typ V der U-Bahn Wien

## Allgemeine Technik
Die Gestaltung der Fahrzeughülle und der Einrichtung wurde von Porsche Design konzipiert. Das modulare Konzept lässt verschiedene Längen und Breiten der Wagen zu. Es können zwischen 2 und 8 Wagen zu einem Triebzug zusammengestellt werden. Die Spannungsversorgung  ist auch entsprechend dem Kundenbedarf veränderbar.

## Galerie

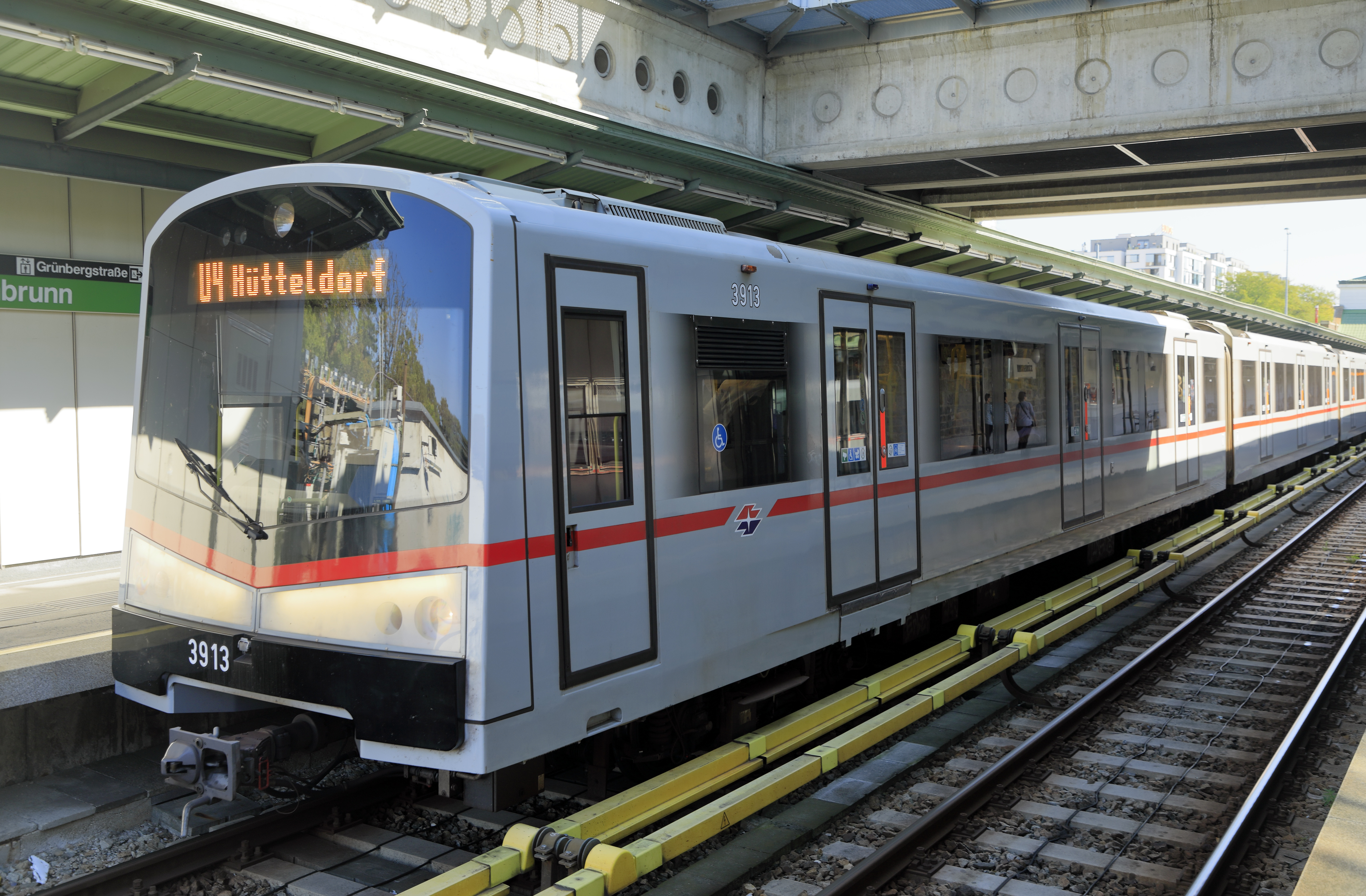
Wien U-Bahn Type V
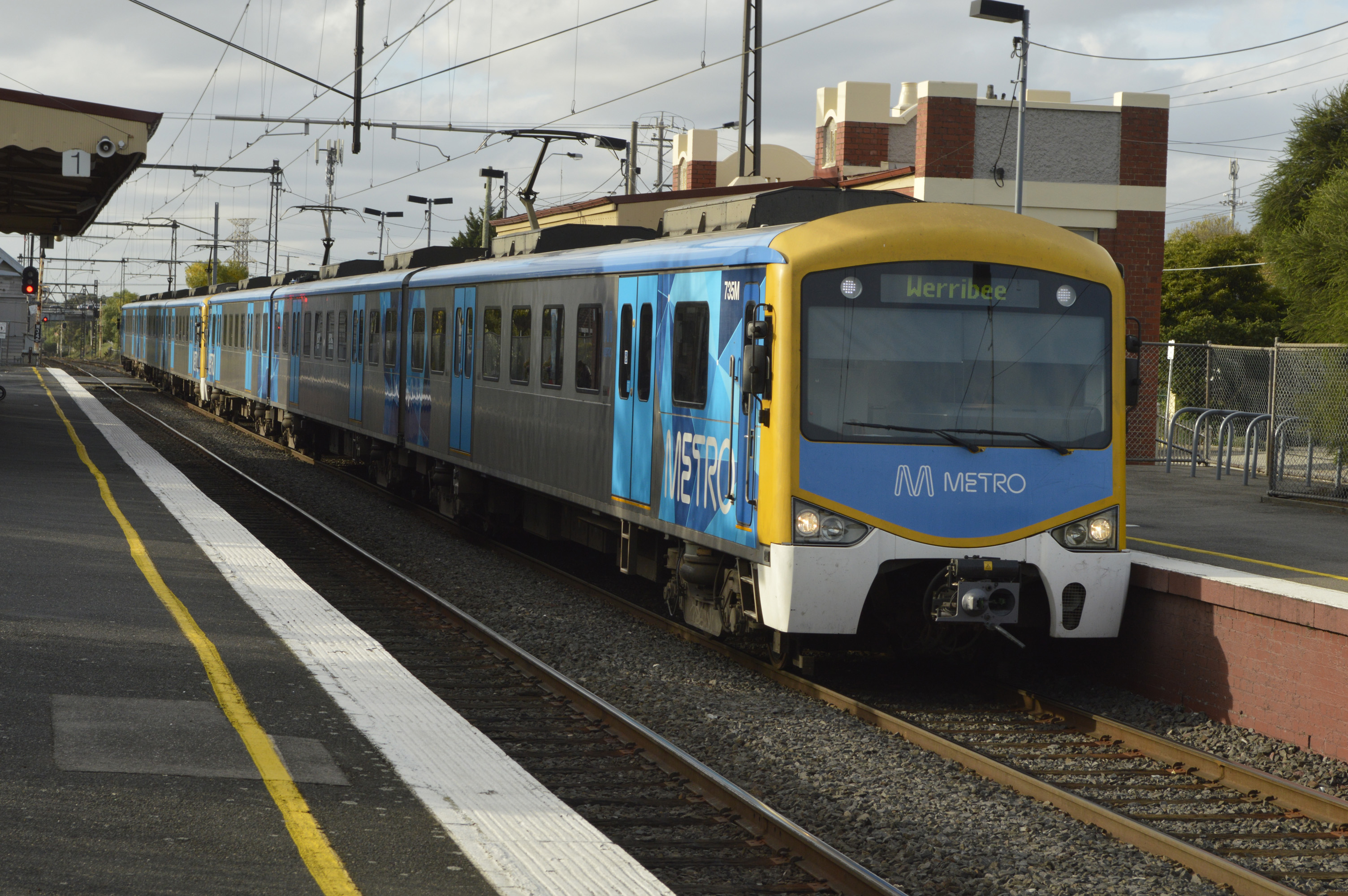
Siemens Nexas bei Metro Trains Melbourne
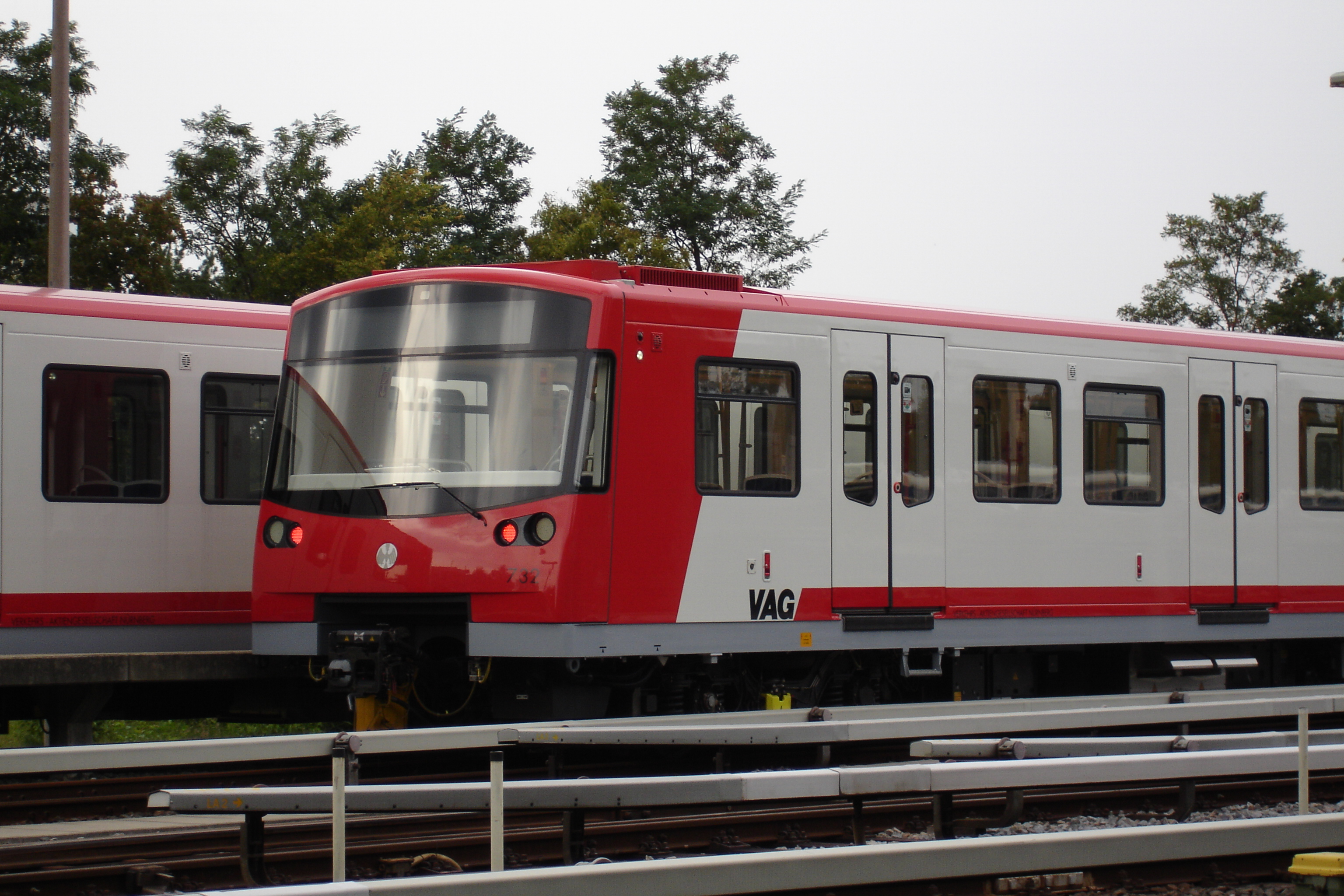
VAG Nürnberg DT3
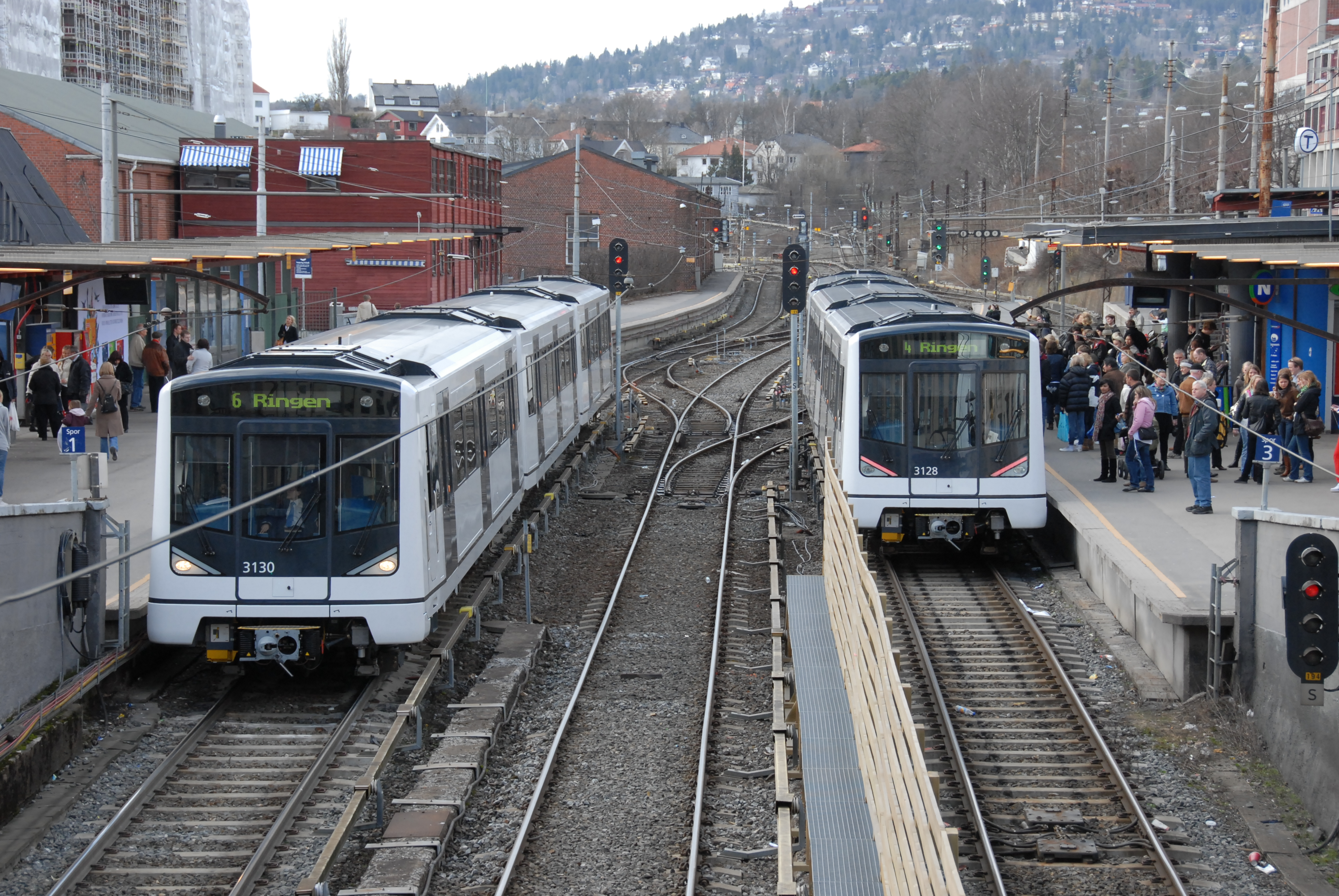
MX3000 in Oslo
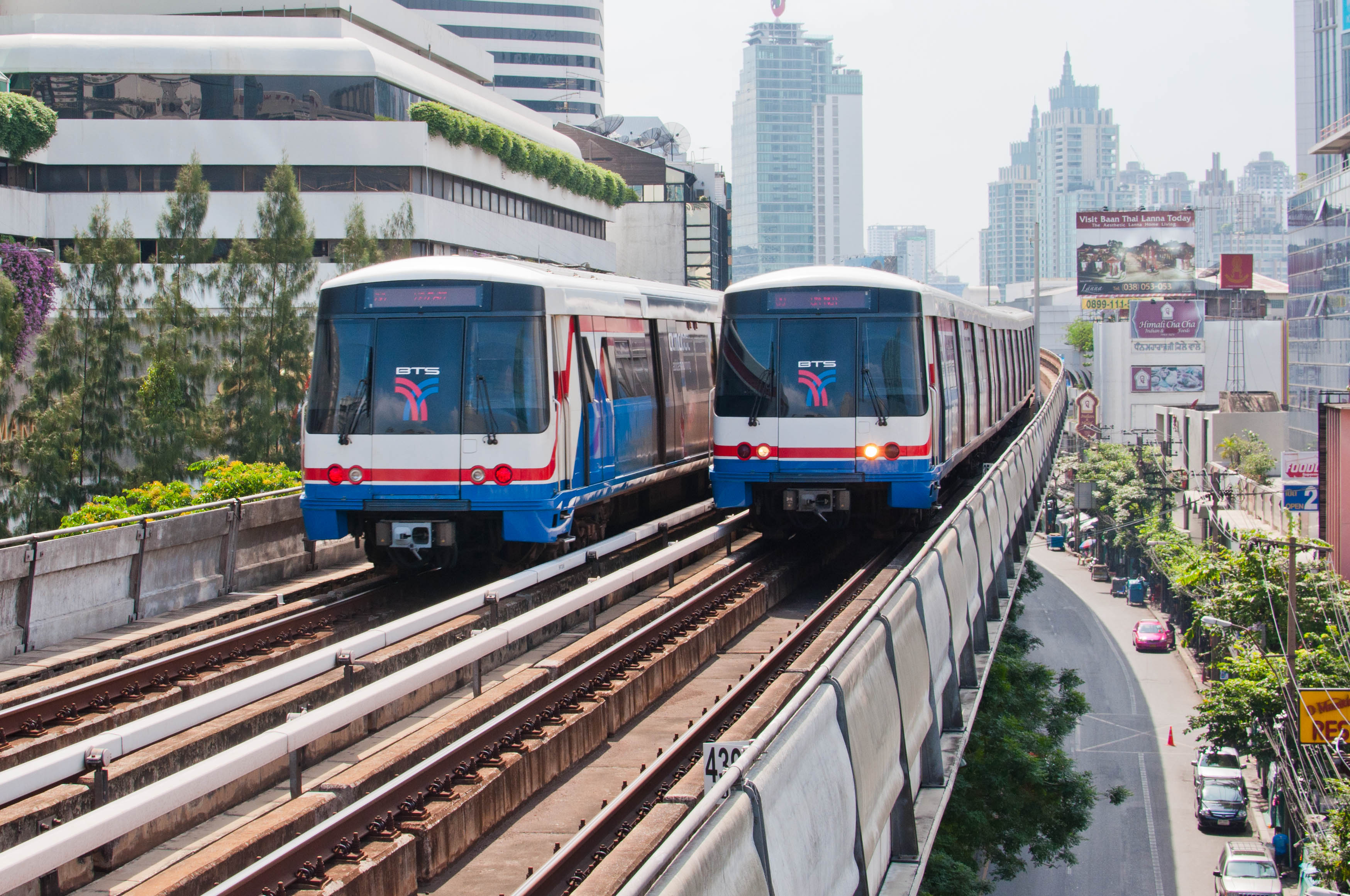
Skytrain Bangkok
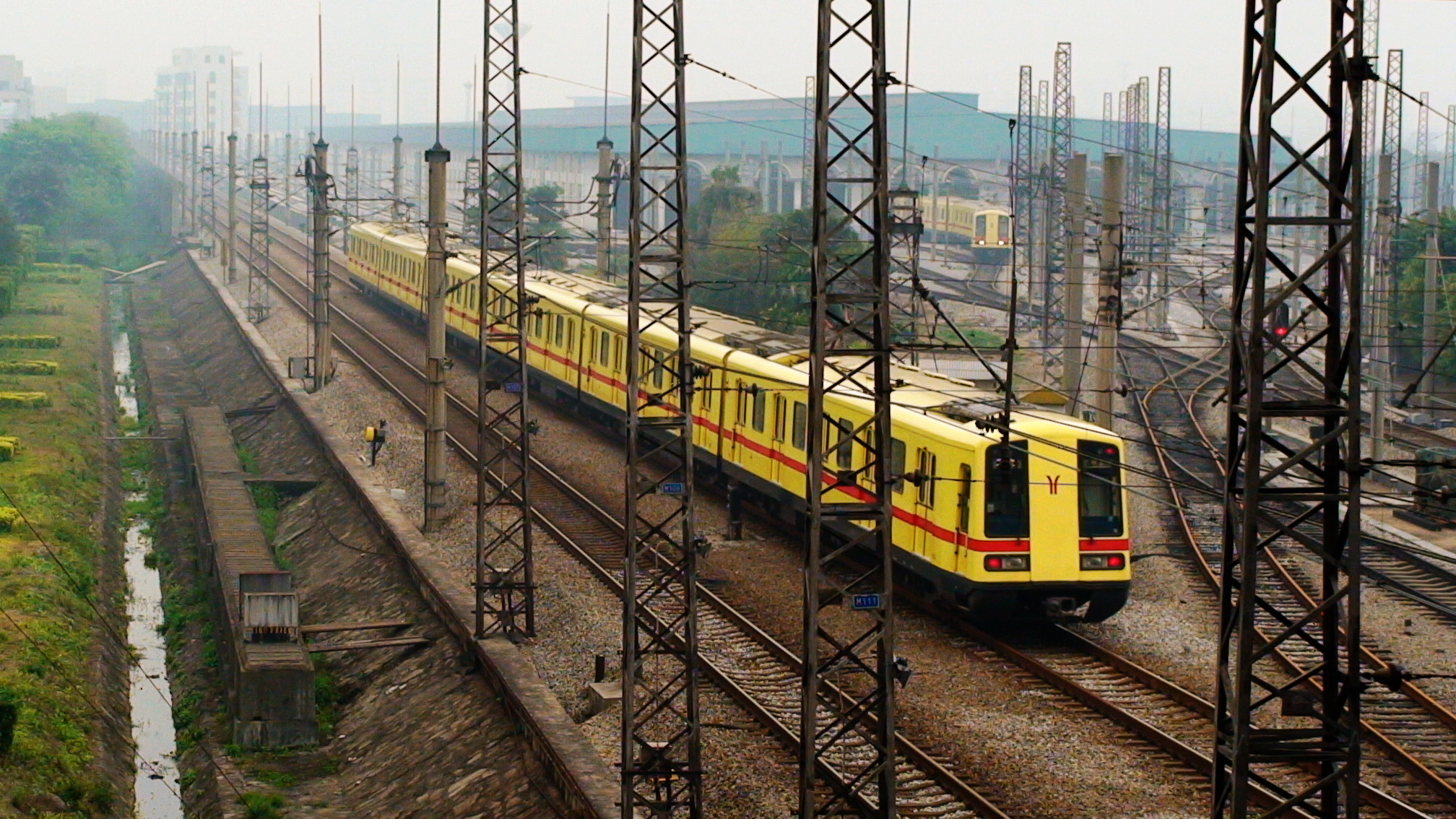
Guangzhou Metro Linie 1

## Bestellungen

### Wien Typ V
Der Type V bezeichnet die zweite Generation Fahrzeuge der U-Bahn Wien. Sie wurden erstmals 1998 in Auftrag gegeben und in zwei Tranchen von 2000 bis 2001 und von 2006 bis 2017 produziert. Mit der Entwicklung dieser Fahrzeuge wurde gleichzeitig das Konzept für die MoMo mit entwickelt.

### Tren Urbano San Juan
Im Juni 1998 wurde Siemens beauftragt für San Juan eine Metro, die sogenannte Tren Urbano zu bauen. Die dafür nötigen Fahrzeuge wurden in Sacramento gefertigt.

### Taipei Metro C321
Ab 1998 fertigte Siemens 36 Sechswagenzüge für die Metro Taipei, die 1999 in Dienst gingen und 2023 renoviert wurden.

### Bangkok Skytrain A1
Die älteste Baureihe an Fahrzeugen für den Bangkok Skytrain mit der Bezeichnung „A1“ besteht aus insgesamt 35 Zügen, die seit 1999 eingesetzt werden und weitestgehend mit den in der Metro eingesetzten Zügen identisch sind. Die Züge, die ursprünglich dreiteilig waren, wurden nach der Bestellung von 35 zusätzlichen Zwischenwagen im Jahr 2010 zwischen November 2012 und März 2013 alle zu vierteiligen Zügen verlängert.

### Metro Trains Melbourne
Als Siemens Nexas setzt Metro Trains Melbourne 72 3-Wagen-Züge ein. Die rund 72 Meter langen Züge mit zwei Türen pro Wagenseite wurden von 2002 bis 2005 gebaut.

### Kaohsiung Mass Rapid Transit
Im Oktober 2001 wurde der Auftrag für die Kaohsiung Mass Rapid Transit bekannt. Bis 2006 lieferte Siemens 42 Züge zu je 3 Wagen.

### U-Bahn Nürnberg DT 3
Für Nürnbergs automatische U-Bahn wurden neue Fahrzeuge benötigt. Eine erste Bestellung umfasste 32 Doppeltriebwagen. Eine weitere Bestellung erfolgte im September 2008 über 14 weitere Doppeltriebwagen, die jedoch zusätzlich eine Fahrerkabine haben.

### Bangkok Metro Blue Line
Für die Bangkok Metropolitan Rapid Transit wurden 2002 für die Blaue Linie 19 3-Wagen-Züge bestellt.

### Shanghai Metro Linie 1 & 4
Die Metro Shanghai erwarb für die drei Linien auf denen diese Züge eingesetzt werden unterschiedliche Modelle.

### Taipei Metro C341
Für die Bannan Linie der Metro in Taipeh wurden 2003 36 weitere 6 Wagen Züge geliefert. Diese lehnen sich optisch stark an den Vorgänger C321 an.

### Oslo T-bane
Im Jahr 2003 unterzeichneten die Osloer Verkehrsbetriebe einen Vertrag über den Bau von 63 Garnituren. Bis 2014 wurden 115 Dreiwagenzüge ausgeliefert.

### Shanghai Metro Linie 11
Die Metro Shanghai erwarb für die drei Linien auf denen diese Züge eingesetzt werden unterschiedliche Modelle.

### Guangzhou Metro Linie 2 & 8
Die Guangzhou Metro erwarb für die beiden Linien unterschiedliche Modelle.